# Archieparchia Basry
Archieparchia Basry – archieparchia Kościoła chaldejskiego w południowym Iraku, z siedzibą w Basrze. Jej powstanie datowane jest na V wiek, przy czym początkowo nosiła nazwę archieparchii Perat-Maiszan. Obecna nazwa została jej nadana 17 stycznia 1954. W latach 2006–2014 pozostała sede vacante (ostatni biskup Djibrail Kassab w 2006 został mianowany eparchą nowo utworzonej diecezji św. Tomasza w Sydney), zaś według wydania Annuario Pontificio z 2010 (prezentującego w odniesieniu do tej administratury stan z roku 2007), całe jej męskie duchowieństwo składa się z zaledwie jednego prezbitera i dziewięciu diakonów stałych, sprawujących posługę równolegle z normalnym życiem świeckim. Fakt ten związany jest z nasileniem prześladowań chrześcijan ze strony muzułmanów po obaleniu reżimu Saddama Huseina. Obecnym eparchą jest abp Habib Al-Naufali. Eparchia podlega bezpośrednio chaldejskiemu patriarsze Bagdadu.

## Główne świątynie
- Katedra: Katedra Matki Bożej w Basrze

## Biskupi Basry (od 1954)
- Joseph Gogué (1954–1971)
- Gabriel Ganni (1971–1981)
- Stéphane Katchou (1981–1983)
- Yousif Thomas (1983–1999)
- Djibrail Kassab (1995–2006)
- Habib Al-Naufali (od 2014)